# Leslie Frank Thompson
Leslie Frank Thompson, britanski general, * 1892, † 1971.